# Liste der kasachischen Hauptstädte
Die Liste der kasachischen Hauptstädte behandelt alle Hauptstädte Kasachstans und der Regionen und Städte mit Sonderstatus.

## HauptstädteKasachstans
- Qysylorda / Kysyl-Orda
  - 1925–1929 Hauptstadt der Kasachischen Autonomen Sozialistischen Sowjetrepublik
- Almaty / Alma-Ata
  - 1929–1936 Hauptstadt der Kasachischen Autonomen Sozialistischen Sowjetrepublik
  - 1936–1991 Hauptstadt der Kasachischen Sozialistischen Sowjetrepublik
  - 1991–1997 Hauptstadt der Republik Kasachstan
- Astana (von 2019 bis 2022 Nur-Sultan, ehem. Aqmola, Zelinograd, Akmolinsk)
  - seit 1997 Hauptstadt der Republik Kasachstan

An zweiter Stelle stehen zum besseren Verständnis die ehemaligen russischen Ortsnamen, welche aber heute keine Gültigkeit mehr haben.

## Hauptstädte der Regionen und der Stadt mit Sonderstatus von 1991 bis 1997

### Hauptstädte der Regionen
- Almaty / Alma-Ata (Almaty)
- Aqtau / Schewtschenko (Mangghystau)
- Aqmola / Zelinograd (Aqmola)
- Aqtöbe / Aktjubinsk (Aqtöbe)
- Atyrau / Gurjew (Atyrau)
- Kökschetau / Koktschetaw (Kökschetau)
- Oral / Uralsk (Westkasachstan / Batys Qasaqstan)
- Öskemen / Ust-Kamenogorsk (Ostkasachstan / Schyghys Qasaqstan)
- Pawlodar (Pawlodar)
- Petropawl / Petropawlowsk (Nordkasachstan / Soltüstik Qasaqstan)
- Qaraghandy / Karaganda (Qaraghandy)
- Qostanai / Kustanai (Qostanai)
- Qysylorda / Kysyl-Orda (Qysylorda)
- Taras / Dschambul (Schambyl)
- Schesqasghan / Dscheskasgan (Schesqasghan)
- Schymkent / Tschimkent (Südkasachstan / Ongtüstik Qasaqstan)
- Semei / Semipalatinsk (Semei)
- Taldyqorghan/Taldy-Kurgan (Taldyqorghan)
- Arqalyq / Arkalyk (Torghai)

### Stadt mit Sonderstatus
- Almaty / Alma-Ata

## Hauptstädte der Regionen und der Städte mit Sonderstatus seit 1997

### Hauptstädte der Regionen
- Almaty / Alma-Ata (Almaty, bis 2001)
- Aqtau / Schewtschenko (Mangghystau)
- Aqtöbe / Aktjubinsk (Aqtöbe)
- Astana (bis 1998 Aqmola) / Zelinograd (Aqmola, bis 1999)
- Atyrau / Gurjew (Atyrau)
- Kökschetau / Koktschetaw (Aqmola, seit 1999)
- Oral / Uralsk (Westkasachstan / Batys Qasaqstan)
- Öskemen / Ust-Kamenogorsk (Ostkasachstan / Schyghys Qasaqstan)
- Pawlodar (Pawlodar)
- Petropawl / Petropawlowsk (Nordkasachstan / Soltüstik Qasaqstan)
- Qaraghandy / Karaganda (Qaraghandy)
- Qostanai / Kustanai (Qostanai)
- Qysylorda / Kysyl-Orda (Qysylorda)
- Schymkent / Tschimkent (Südkasachstan / Ongtüstik Qasaqstan)
- Taldyqorghan / Taldy-Kurgan (Almaty, seit 2001)
- Taras (bis 1997 Schambyl) / Dschambul (Schambyl)

### Städte mit Sonderstatus
- Almaty / Alma-Ata
- Astana
- Baikonur